# Santa Isabel (Goiás)
Santa Isabel é um município brasileiro do interior do estado de Goiás, Região Centro-Oeste do país. Situado na região do Vale do São Patrício, sua população é de 3 686 habitantes, de acordo com estimativas do Instituto Brasileiro de Geografia e Estatística (IBGE) em 2015. A área é de 806,814 km², o que resulta numa densidade demográfica de 4,57 hab/km².
Situa-se na Mesorregião do Centro Goiano e na Microrregião de Ceres.

## Histórico
O povoamento de Santa Isabel teve início por volta de 1947, quando José Camelo de Faria, alcunhado ″José Cearense″, procedente de Castrinópolis — Jaraguá, adquiriu parte da fazenda Terra Branca, estabelecendo-se ali com sua família.
Posteriormente, vieram várias famílias, procedentes de Minas Gerais e Bahia, atraídas pela fertilidade das terras e pelas notícias da promissora região, formando-se o lugarejo voltado para a exploração da agropecuária.
Em 1949, já com vários estabelecimentos comerciais, José Camelo de Faria procedeu ao loteamento de parte de suas terras para a fundação do povoado que recebeu o nome de ″Santa Isabel″, em homenagem à esposa do fundador e à padroeira local.
Mais tarde deu-se nova doação para edificação da igreja católica de Santa Isabel. E, em 16 de novembro de 1960, o povoado passou à condição de distrito, através da Lei Municipal nº 21, integrando o Município de Jaraguá.
Depois de vários movimentos em prol da emancipação, através de abaixo-assinados com centenas de eleitores, o distrito alcançou sua autonomia político-administrativa, pela Lei Estadual nº 9187, de 14 de maio de 1982,através do deputado federal Anisio de Souza e instalado oficialmente em 1º de fevereiro de 1983.

## Geografia
Santa Isabel fica localizada a 188 km da capital Goiânia. Seus limites são São Luís do Norte a norte, Goianésia a leste, Jaraguá a sudeste, Rianápolis a sul, Rialma a oeste e Nova Glória a noroeste.
Possui dois distritos: Cirilândia e Natinópolis.

## Educação
A cidade possui nove escolas. Seis de ensino fundamental, duas pré-escolas e uma de ensino médio.

## Saúde
O Município de Santa Isabel possui 3 unidades do SUS, sendo que uma delas é o posto de saúde Almerinda Carvalho na cidade de Santa Isabel.

## Religião
Igreja Católica; Evangélica (Adventista, Assembleia de Deus, Igreja Batista, Congregação Cristã no Brasil, Presbiteriana, Igreja o Brasil para Cristo, Igreja Universal do Reino de Deus, Igreja Deus é Amor, Igreja Mundial do Poder de Deus).
Segundo o IBGE, em 2010, a população residente, adeptas a alguma religião era de:
Religião Católica Apostólica Romana: 2.699 pessoas.
Religiões Evangélicas: 720 pessoas.

## Esportes
O município de Santa Isabel possui estádios de futebol, centro poliesportivo e quadras de esporte. Além de pista para caminhada e ginástica ao ar livre.

## Pecuária
Bovinos - efetivo dos rebanhos	  	60.500	  	cabeças
Equinos - efetivo dos rebanhos	  	1.300	  	cabeças	  
Bubalinos - efetivo dos rebanhos	30	  	cabeças	
Asininos - efetivo dos rebanhos	  	10	  	cabeças	
Muares - efetivo dos rebanhos	  	80	  	cabeças	
Suínos - efetivo dos rebanhos	  	2.560	  	cabeças	
Caprinos - efetivo dos rebanhos	  	35	  	cabeças	
Ovinos - efetivo dos rebanhos	  	550	  	cabeças	 
Aves - efetivo dos rebanhos          	6.700	  	cabeças	
Fonte: IBGE, Produção da Pecuária Municipal 2011.